# Albert Oesch (Künstler)

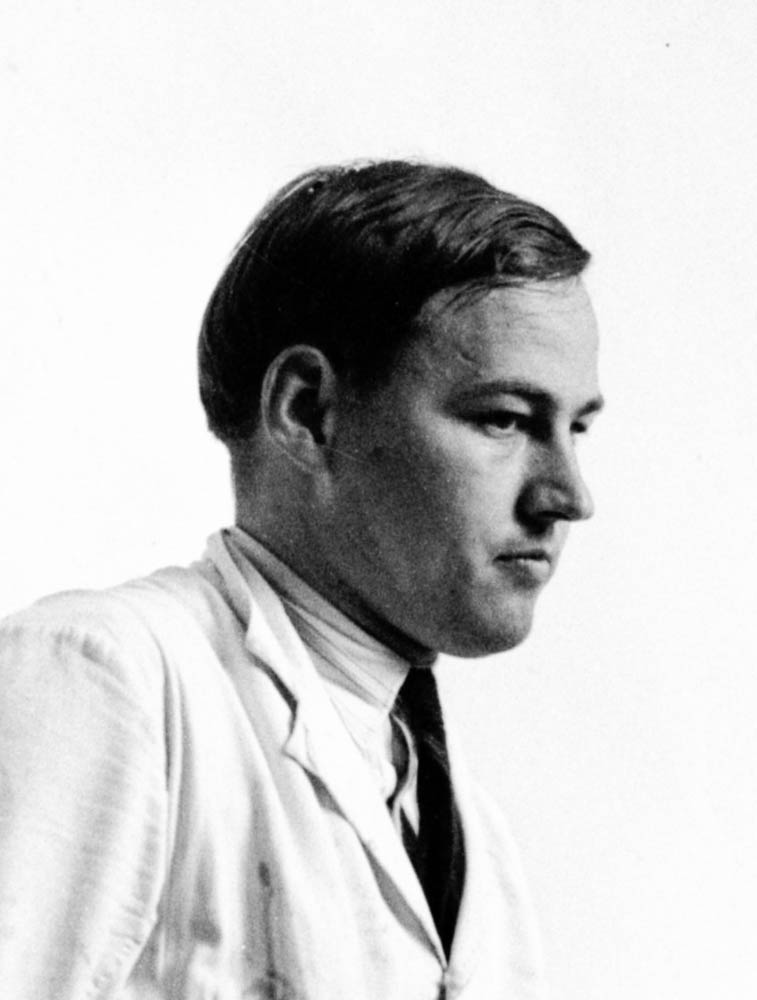
Bildhauer Albert Oesch in 1935

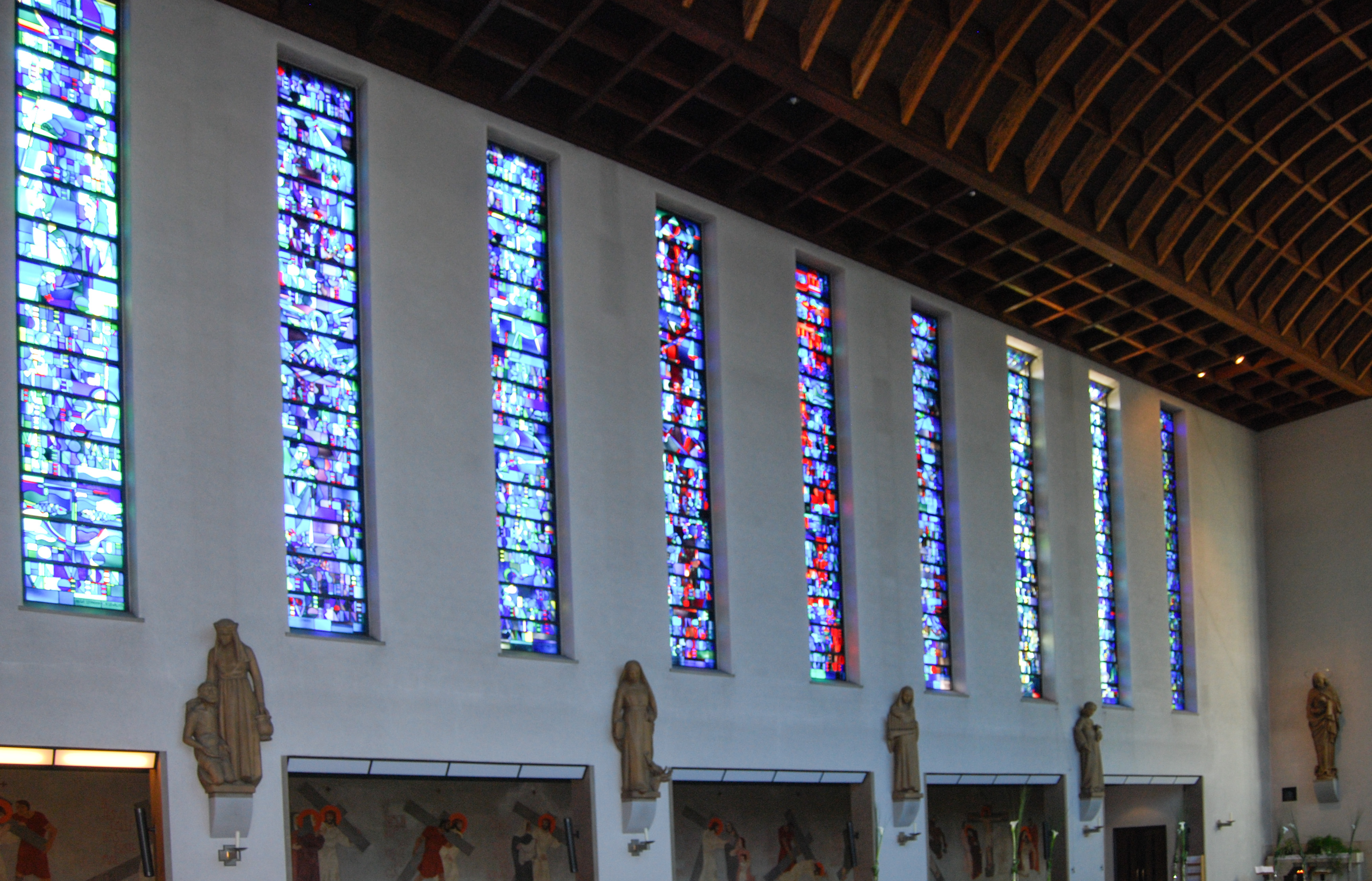
Glasfenster Albert Oeschs, in der Katholischen Kirche Flawil

Albert Oesch (* 20. Oktober 1907 in St. Gallen, heimatberechtigt in Balgach; † 26. August 1936 in St. Gallen) war ein Schweizer Bildhauer und Glasmaler.

## Leben und Wirken

### Ausbildung
Albert Justus Oesch wuchs als jüngstes von vier Geschwistern an der Grenze der Stadt St. Gallen zur Gemeinde Wittenbach SG auf, wo sein Vater Otto Oesch die Ziegelei Bruggwald leitete. Nach der Primarschule in St. Gallen wechselte er 1920 ans Kollegium Appenzell, einem katholisches Internat mit gymnasialer Ausbildung. Schon früh zeigte sich seine Begabung für das Zeichnen und Malen. 1925 trat er aus dem Gymnasium aus, weil sich sein Berufsziel geändert hatte. Für kurze Zeit besuchte er die kunstgewerblichen Abteilung der Gewerbeschule in St. Gallen, um bei den Lehrern Stärkli und Gilsi im Malen unterrichtet zu werden. Stärkli vermittelte ihm 1926 eine Lehrstelle als Bildhauer bei Wilhelm Meier, einem damals bekannten Bildhauer in St. Gallen. Mit sehr gutem Zeugnis schloss er diese Ausbildung nach vier Jahren ab. Es folgte eine Weiterbildung an den Kölner Werkschulen in Bildhauerei und Glasmalerei.

### Wirken als Bildhauer und Glasmaler

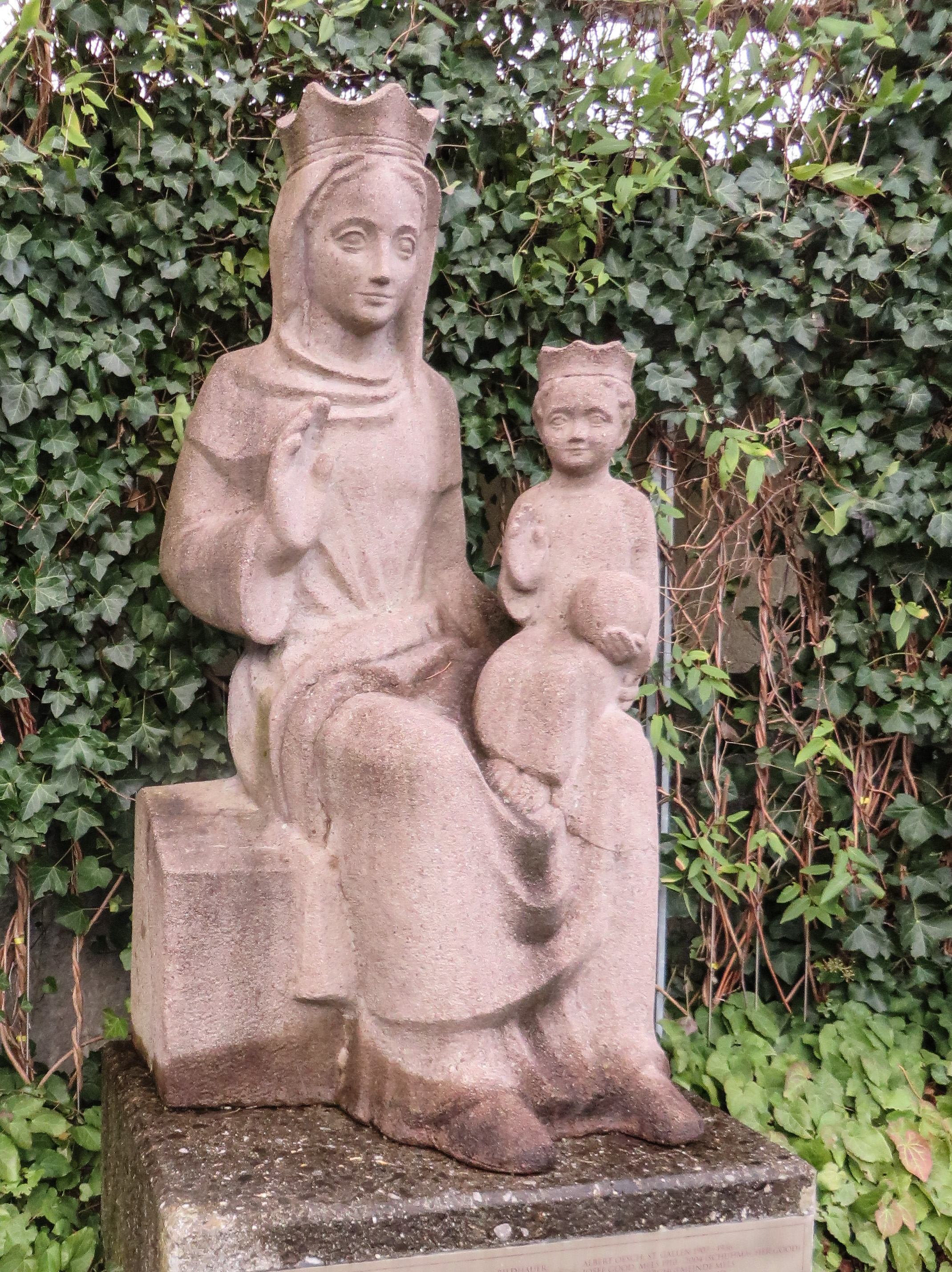
Albert Oesch: Melser Muttergottes, Zementguss mit rotem Melser Kies, etwa 170 cm hoch, Standort Friedhof in Mels, Kanton St. Gallen

Schon in Köln konnte er erste Arbeiten ausführen. Nach schwierigem Start als freischaffender Künstler in der Schweiz gewann er den ersten Preis für die Gestaltung eines Brunnens im Ostfriedhof von St. Gallen. Die Darstellung von Jesus mit den Jüngern von Emmaus als Steinfiguren machte Linus Birchler auf den jungen Künstler aufmerksam. Er schrieb eine positive Würdigung, verglich seinen Stil mit jenem des deutschen Bildhauer Ernst Barlach und war zum Zeitpunkt dieser Veröffentlichung bereits ein wichtiger Förderer von Oesch.
Oesch schuf hauptsächlich Werke der christlichen Kunst als Skulpturen oder Plastiken in Stein, Terrakotta, Holz oder Gips umgegossen in Bronze, sowie zahlreiche Glasfenster in Kirchen.

### Gründung einer Jugendorganisation
Während seines Aufenthaltes in Köln lernte Albert Oesch eine deutsche Jugendbewegung kennen. Nach seiner Rückkehr in die Schweiz machte er dem Pfarrer der katholischen Kirchgemeinde Heiligkreuz in St. Gallen den Vorschlag, eine Jugendgruppe für Knaben zu gründen. So entstand 1931 der Tarzisiusbund Heiligkreuz (TBH), eine der ersten katholisch geprägten Jugendscharen in der Schweiz. Sein Aufbau des Tarzisiusbundes fand eine Fortsetzung durch den Beitritt des TBH zum Schweizer Jungwachtbund im Jahre 1942, wobei die Jungwacht Heiligkreuz (JUWAHEI) lange Zeit eine der grössten Scharen war. Noch heute ist deren Verein Ehemaliger Jungwächter (VEJ) aktiv und hält auch die Erinnerung an Albert Oesch aufrecht.
Oesch setzte einen beträchtlichen Teil seiner Zeit und Energie für den Aufbau dieser Jugendorganisation ein. An den schulfreien Tagen organisierte er Ausflüge und Spiele in freier Natur. Dabei halfen deutsche Spielhandbücher. Oesch erzählte den Jugendlichen auch von seinen Auslandsreisen nach Deutschland, Italien und Österreich und las aus geeigneten Büchern vor. Unter seiner Anleitung bastelten die Teilnehmer Kasperfiguren für das Theaterspiel oder bauten Weihnachtskrippen. Bald wurde er unterstützt von weiteren freiwilligen Leitern, weil die nun etwa 70 Knaben eine Gruppenbildung nötig machten. Zusammen mit dem Pfarrer wurden die katholischen Feiertage mitgestaltet. Oeschs Bruder Otto, ein Mediziner, gab einen Samariterkurs. Ab 1933 wurde eine eigene TBH-Zeitung gestaltet und herausgegeben.
Oesch erkrankte 1936 an Tuberkulose. Ein Aufenthalt in einer Höhenklinik in Davos half nicht. Dazu kam später eine Hirnhautentzündung. Er starb im Alter von nur 29 Jahren und wurde auf dem Ostfriedhof in St. Gallen beigesetzt.

## Werke

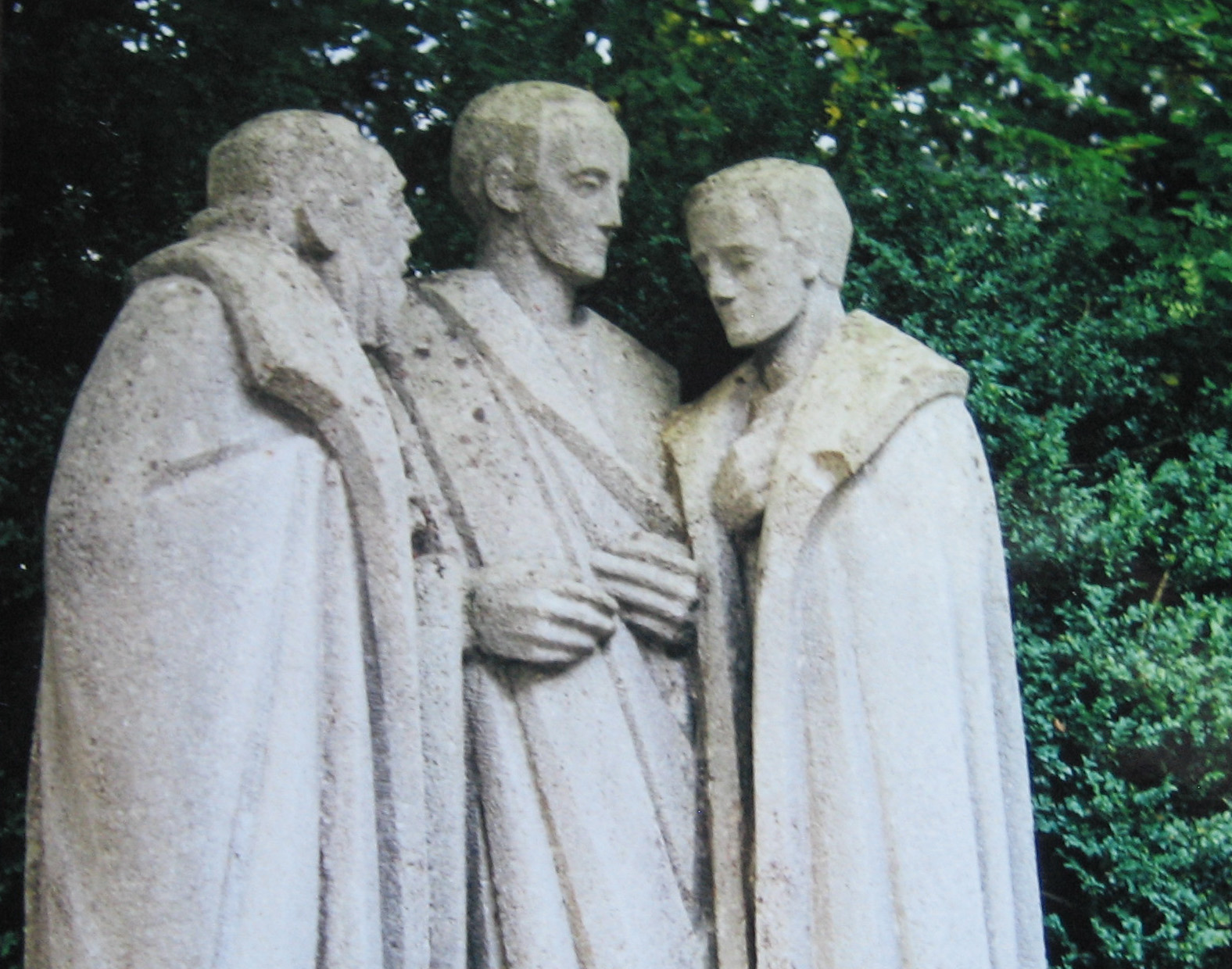
Albert Oesch: Jesus mit Jüngern von Emmaus, Friedhofbrunnen Friedhof Ost, St. Gallen (1933)

- Springbrunnenfigur (Seelöwe) und Kriegsgedenktafel in Köln, 1931.
- Friedhofbrunnen in St. Gallen, 1933.
- Glasmalerei in der St. Justus-Kirche in Flums, 1933/1934.[7][8]
- Glasmalerei in der Pfarrkirche Sargans, 1934.[9]
- Melser Muttergottes, Plastik als Zementguss ausgeführt, Friedhof Mels, SG.[10]
- Grosser Fensterzyklus (22 Fenster im Schiff), Chorkreuz, Holzfiguren auf den Seitenaltären und eine Monumentalskulptur vor dem Eingang der St. Laurenziuskirche, Flawil, 1935.[11]
- Grabmäler für zwei Bischöfe und weitere Persönlichkeiten, 1932–1935.
- Wappen und Schrift, Bodenseeschiffe Thurgau und Zürich.
- Zahlreiche kleinere Skulpturen oder Plastiken wie Reliefs aus unterschiedlichem Material sowie Kabinettscheiben.

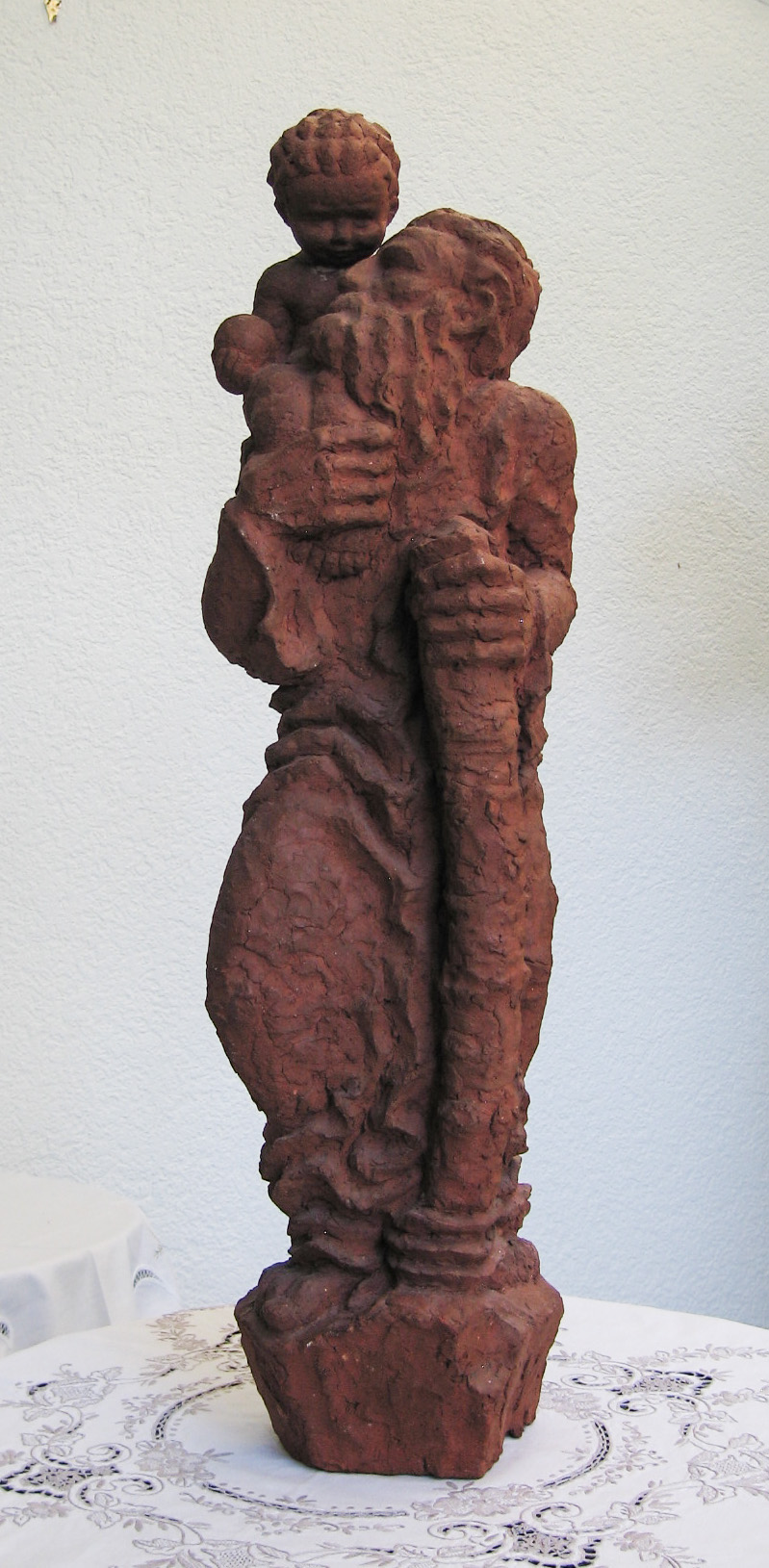
Christophorus, Terracotta

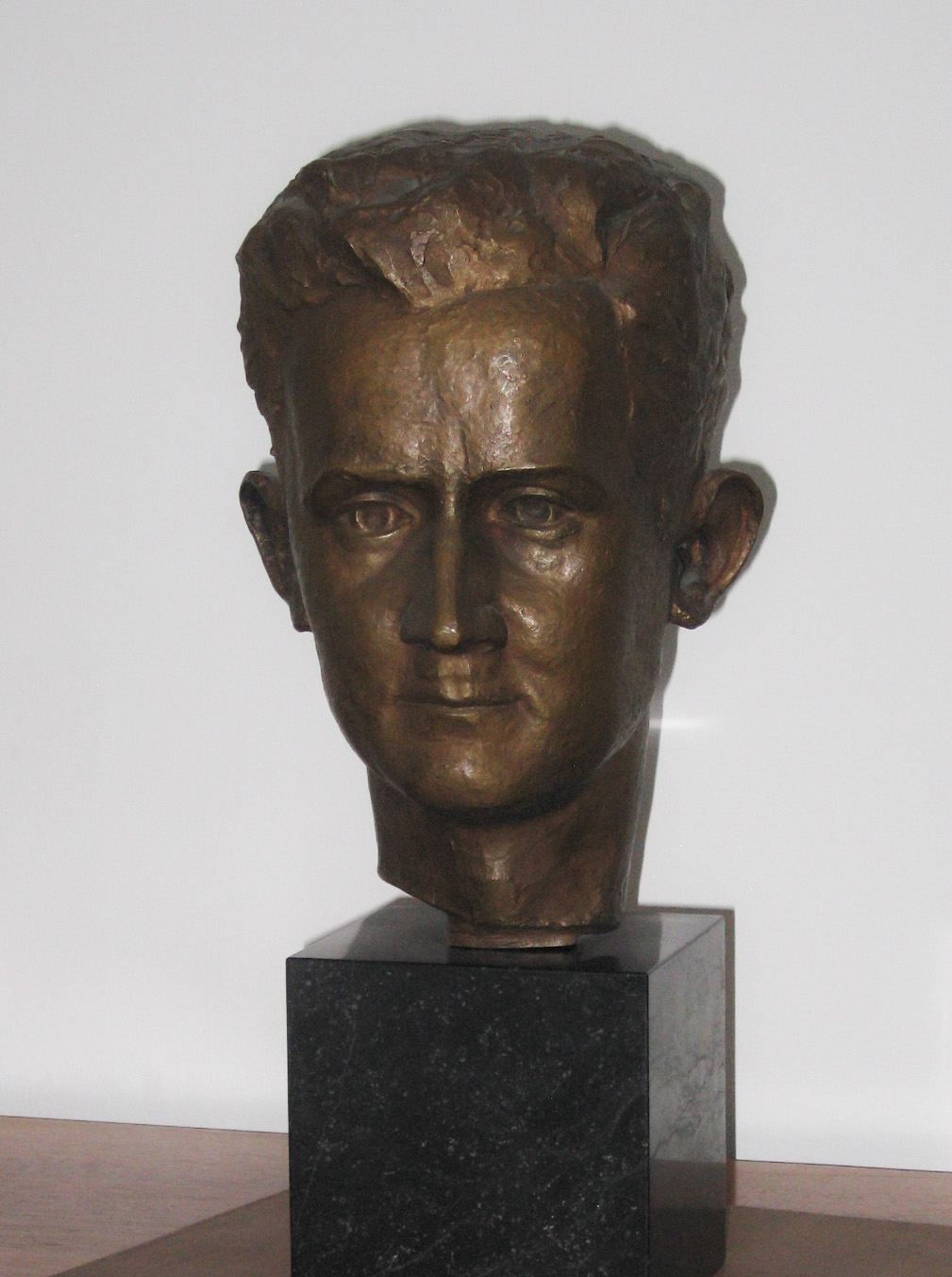
Bernhard Gemperli senior (1900–1975), Bronzeguss

## Ausstellung
- 1964/1965: Gedächtnisausstellung Felix Appenzeller, Anton Blöchlinger, Heinrich Herzig, Albert Oesch, Alfred Staerkle, Paul Tanner.  Kunstmuseum St. Gallen.

## Einzelnachweise

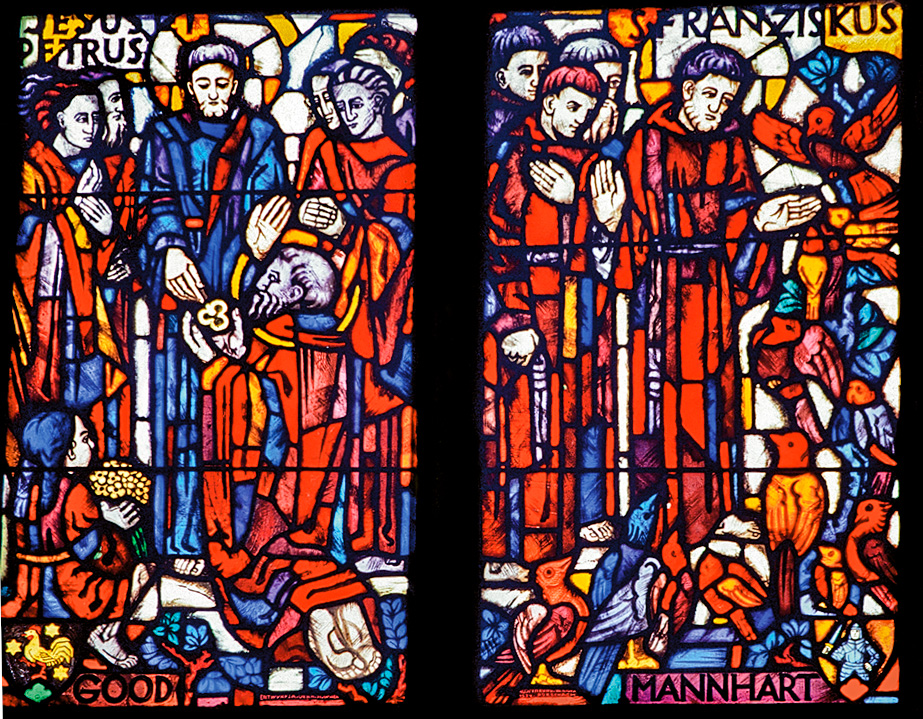
Kirche St. Justus Flums: Kabinettscheiben
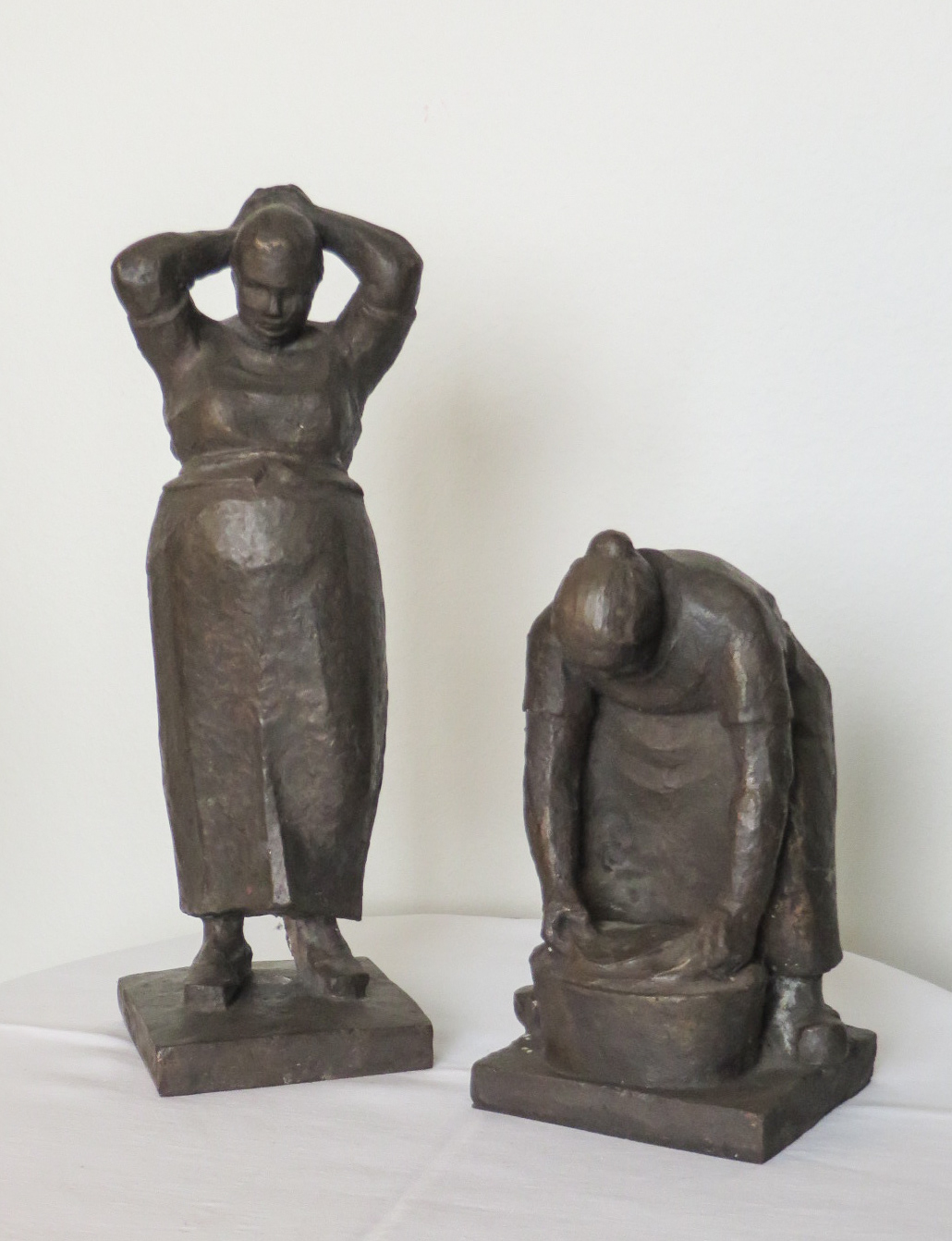
Zwei Frauen, Bronzeguss
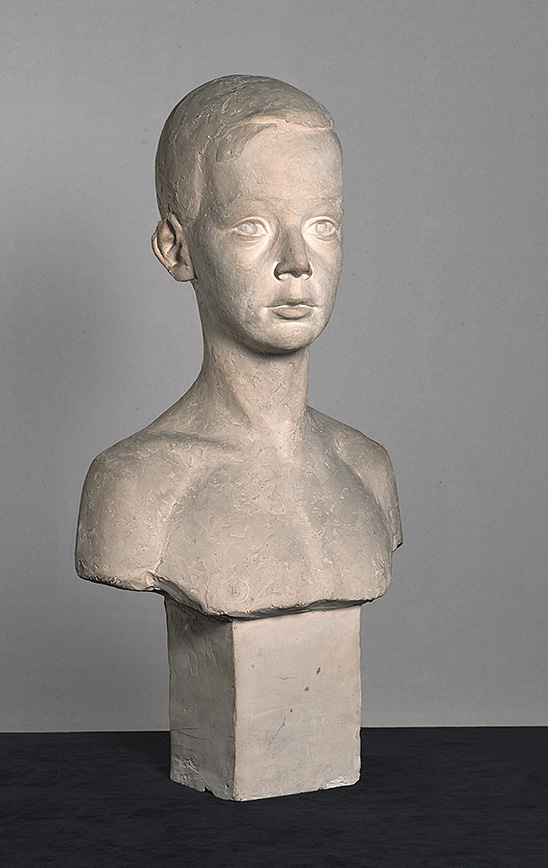
Boris Zollikofer (1934), Kunstmuseum St. Gallen
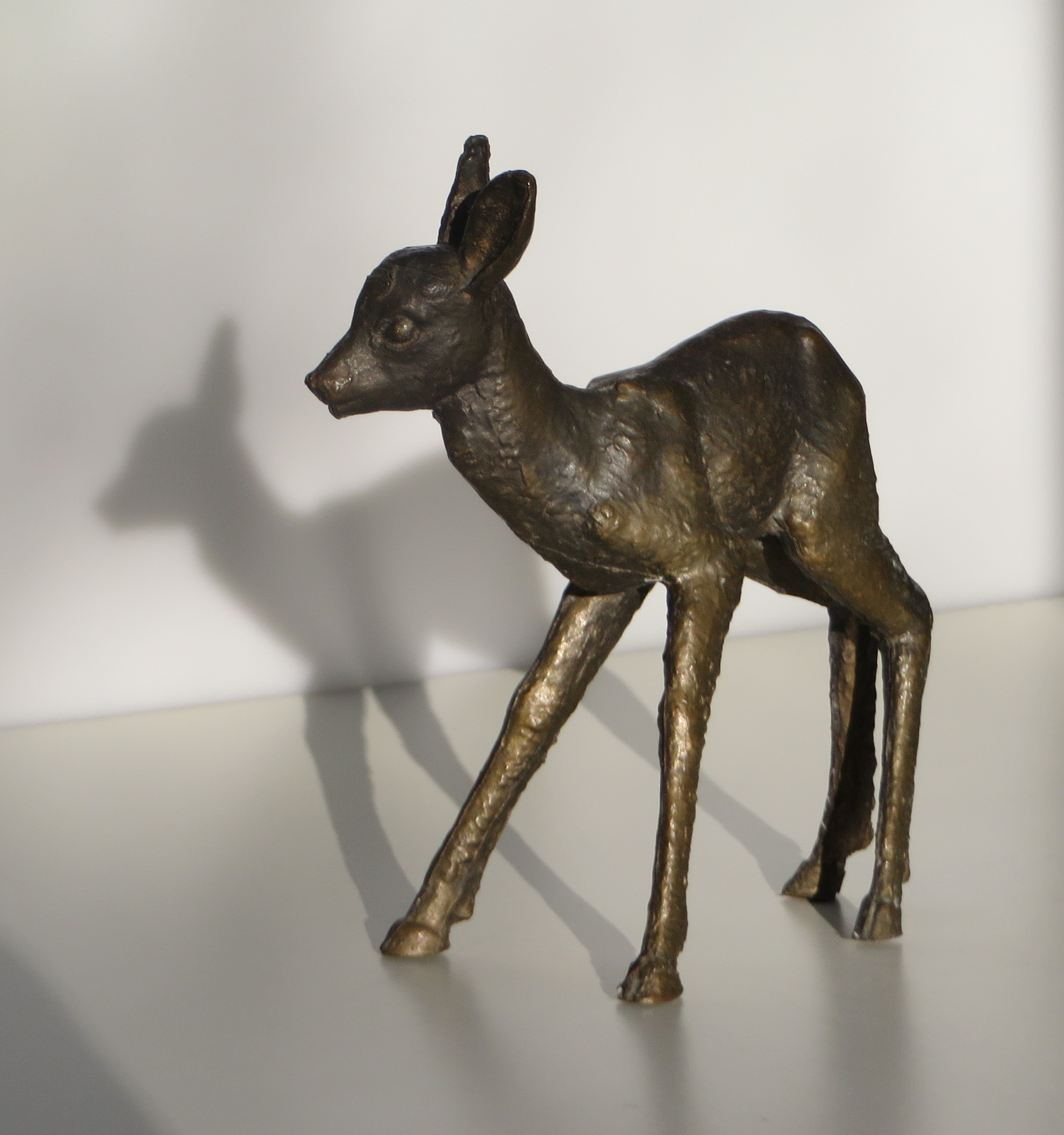
Rehkitz, Bronzeguss